# Lechbrongebergte

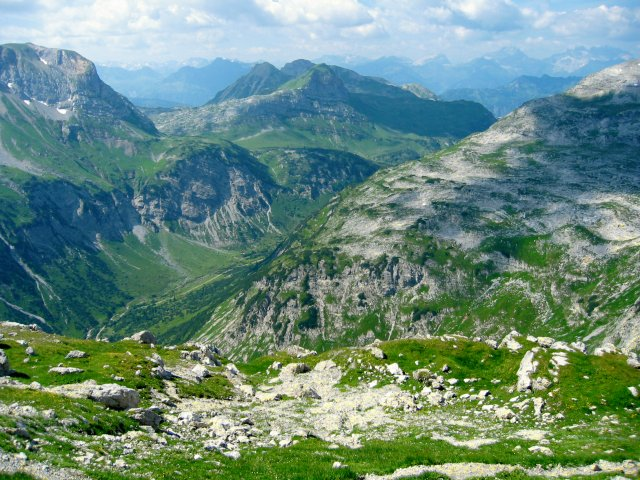
Het Lechbrongebergte met een blik in het Lechtal

Het Lechbrongebergte (Duits: Lechquellengebirge) is een gebergte in de Noordelijke Kalkalpen in de oostelijke Alpen. Het gebergte ligt volledig in de Oostenrijkse deelstaat Vorarlberg. Het omvat de bovenloop van de Lech en diens bronrivieren. Zoals de omliggende bergketens kent ook het Lechbrongebergte een grote geologische variatie. Het bestaat grotendeels uit dolomiet en kalksteen, maar bevat ook mergel. Het wordt gekenmerkt door grote vlakten met verkarstingen, ontstaan doordat water door de grond sijpelt en op het onderliggende kalksteen inwerkt, waardoor de bovenliggende grond inzakt.

## Aangrenzende gebergten
- Bregenzerwald (in het noorden)
- Allgäuer Alpen (in het noordoosten)
- Lechtaler Alpen (in het oosten)
- Verwall (in het zuiden)
- Rätikon (in het zuidwesten)

## Omgrenzing
Vanaf de stad Bludenz verloopt de grens in zuidelijke richting langs het Klostertal tot aan de Flexenpas. In het oosten via Zürs, Lech am Arlberg en langs de rivier Lech. De rivier de Krumbach vormt vervolgens de noordelijke grens tot aan de Hochtannbergpas. Vanuit hier gaat de grens langs de Seebach via Schröcken verder langs de Bregenzer Ache tot bij Au en de uitmonding van de Argenbach in de Bregenzer Ache. Vanaf hier loopt de grens naar het zuidwesten, stroomopwaarts langs de Argenbach, tot bij Damüls. De grens gaat verder langs de Faschinabach in het westen, tot aan de pas Faschinajoch, vervolgens bergafwaarts het Großwalsertal in, langs de rivier de Lutz en mondt uit in de Ill. 
Het laatste deel van het gebied loopt vanaf hier terug naar Bludenz. Deze omgrenzing van het Lechbrongebergte is niet officieel, maar geldt als definitie voor de alpinisten en toeristen uit het Duitstalige taalgebied (met uitzondering van Zwitserland), zoals die zich in de loop van de afgelopen decennia heeft gevormd.
De Flexenpas verbindt het Lechbrongebergte met de Lechtaler Alpen, de Hochtannbergpas met de Allgäuer Alpen en de Faschinajoch met het Bregenzerwaldgebergte.

## Naamgeving
De naam van het Lechbrongebergte behoeft eigenlijk geen verdere uitleg, aangezien het grootste deel van het gebergte het hoogstgelegen deel van de Lech en zijn bronrivieren, de Formarinbach en de Spullerbach omvat. Desondanks is de naam een kunstgreep van Walther Flaig, een bekende alpinist- en gidsschrijver uit Vorarlberg. Vroeger werd het gebergte ook wel aangeduid als Klostertaler Alpen of meegerekend bij de ten oosten van de Flexenpas gelegen Lechtaler Alpen.

## Bergtoppen

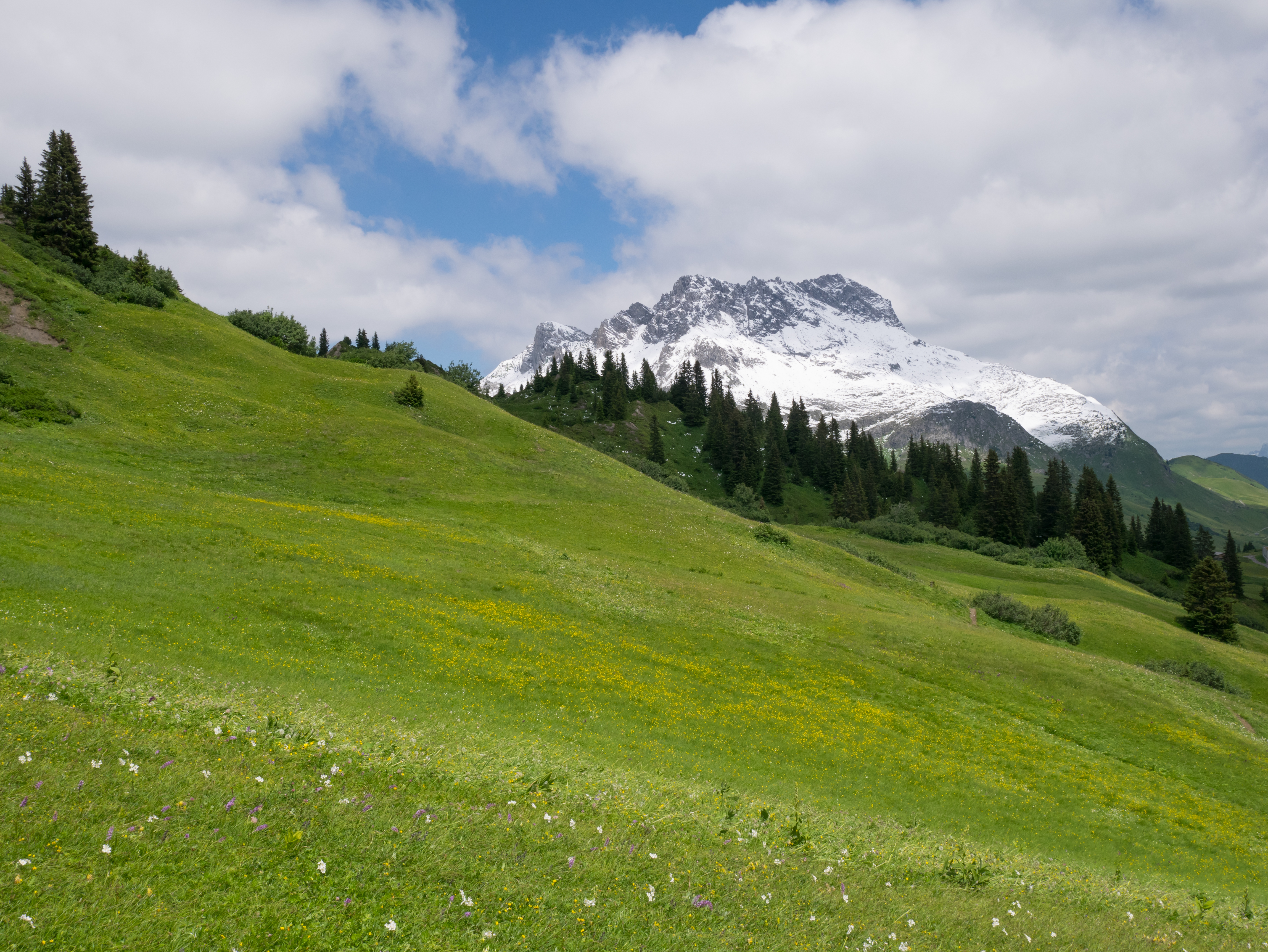
Karhorn

De belangrijkste en bekendste bergtoppen in het Lechbrongebergte, in volgorde van hoogte:
- Große Wildgrubenspitze, 2753 m
- Rote Wand, 2704 m
- Großer Grätlisgrat, 2702 m
- Mittlere Wildgrubenspitze, 2696 m
- Nadel, 2685 m
- Spuller Schafberg, 2679 m
- Roggalspitze, 2672 m
- Wasenspitze, 2665 m
- Braunarlspitze, 2649 m
- Hochlicht, 2600 m
- Omeshorn, 2557 m
- Mohnenfluh, 2542 m
- Karhorn, 2416 m
- Zitterklapfen, 2403 m
- Hochkünzelspitze, 2397 m
- Feuerstein, 2271 m
- Warther Horn, 2257 m
- Gamsfreiheit, 2211 m
- Hoher Frassen, 1979 m